# Hail to the Chief
"Hail to the Chief" (dansk: Hyldest til Anføreren) er den officielle hymne for USA's præsident. Sangen ledsager præsidenten ved næsten alle offentlige optrædener. Det amerikanske forsvarsministerium gjorde "Hail to the Chief" til den officielle musik der skulle bebude den amerikanske præsident i 1954. Forud for sangen spilles fire ruffles and flourishes når den spilles for præsidenten.

## Historie
Selvom det udlægges, at sangen er afledt af en traditionel ro-sang fra søområderne i det skotske højland, menes det ikke at forfatteren fra London har været nord for Trent.
Vers fra Sir Walter Scotts The Lady of the Lake, inklusiv "Hail to the Chief who in triumph advances!" blev sat til musik ca 1810 af sangskriveren James Sanderson (1769-1841), en selvlært engelsk violinist og dirigent af Surrey Theatre, London, der  skrev mange sange til de lokale teaterforestilinger i 1790'erne og de tidlige år af det 19. århundrede:
Soldier, rest! thy warfare o'er,
Sleep the sleep that knows not breaking,
Dream of battled fields no more,
Days of danger, nights of waking. 
(The Lady of the Lake, 1810)
Scotts romantiske fortælling blev hurtigt lavet i flere uautoriserede romantiske melodramatiske udgaver. I november 1810, skrev Scott til en ven, at "The Lady of the Lake" blev lavet til et skuespil af Martin og Reynolds i London og af en Hr. Siddons i Edinburgh. Omkring samme tid modtog Scott et brev fra en ven og officer fra hæren der slyttede hans brev med en kopi af musikken til bådsangen, "Hail to the Chief."
En version af Lady of the Lake debuterede i New York 8. maj 1812, og "Hail to the Chief" blev udgivet i Philadelphia omkring samme tidspunkt, som 'March and Chorus in the Dramatic Romance of the Lady of the Lake'. De mange parodier der opstod var et sikkert tegn på den universelle popularitet.
4. juli 1828, opførte Marine Bandet sangen ved en ceremoni for den formelle åbning af Chesapeake og Ohio kanalen, som blev overværet af præsident John Quincy Adams. Sangen blev først spillet for at markere præsidentens ankomst ved James K. Polks inauguration den 4. marts 1845. Det var Julia Tyler, konen til Polks forgænger, John Tyler, der foreslog at sangen skulle spilles når præsidenten optrådte offentligt.
Sangtekst af Albert Gamse er sat til melodien, men synges sjældent:
Hail to the Chief we have chosen for the nation,
Hail to the Chief! We salute him, one and all.
Hail to the Chief, as we pledge cooperation
In proud fulfillment of a great, noble call.
Yours is the aim to make this grand country grander,
This you will do, that's our strong, firm belief.
Hail to the one we selected as commander,
Hail to the President! Hail to the Chief!